# Zanthoxylum belizense
Espèce
Synonymes
- Fagara ekmanii Urb.[2]
- Zanthoxylum belizense Lundell[2]
- Zanthoxylum sobrevielae D.R. Simpson[2]

Zanthoxylum belizense est une espèce de plantes de la famille des Rutaceae.

## Publication originale
- Contributions from the University of Michigan Herbarium 6: 35. 1941.